# 羅馬太平記
『羅馬太平記』(ろーまたいへいき、Roman Scandals) は、1933年のアメリカ合衆国のプレコードの白黒ミュージカル映画。
エディ・カンター、ルース・エッティング、グロリア・スチュアート、エドワード・アーノルド、デヴィッド・マナーズが主演し、フランク・タトルが監督を務めた。バスビー・バークレーの振付による複雑な楽曲が特徴である。楽曲「"Keep Young and Beautiful"」はアル・ダビンが作曲、ハリー・ウォレンが作詞をした。複雑なダンスナンバーはのちに有名になるルシル・ボール、ポーレット・ゴダード、バーバラ・ペッパーがゴールドウィン・ガールズとして出演した。原題の「ローマン・スキャンダル」は「ローマン・サンダル」をもじったものである。

## 概要およびあらすじ
エディ・カンターの壮大なミュージカル・コメディである。
アメリカ中部、オクラホマ州ウエスト・ローマでエディは配達員をしている。自称古代ローマ史の権威のエディは地元のコミュニティが策略家の政治家たちに売り払われようとしていることを嘆き、このようなことはローマの最盛期には起こりえなかっただろうと考える。
エディは頭を強打し、目覚めるとローマ帝国におり、奴隷市場にいるところを温厚な人権擁護者のヨセフス(デヴィッド・マナーズ)に引き取られる。邪悪なウァレリウス皇帝(エドワード・アーノルド)があらゆる面で悪事を働いており、ウエスト・ローマの政治家たちのように狡猾であることに気付き、事態を変えようとする。
アグリッパ皇后(ヴェリー・ティーズデール)がウァレリウス皇帝に毒を盛ろうとしており、皇帝の毒見役という危険な仕事に就くこととなる。またヨセフスと、捕まったばかりのシルビア王妃(グロリア・スチュアート)がうまくいくよう取り持つ。エディの善意のが裏目に出て拷問部屋に連れていかれるが、馬車を奪い取って逃亡する。
いよいよ捕まりそうになった時、エディはウェスト・ローマに戻っており、すぐに悪の政治家を撃退し、友人たちに囲まれハッピーエンドとなる。

## 登場人物
- エディ/オイディプス：エディ・カンター
- 奴隷の少女たち：ゴールドウィン・ガールズ
- オルガ：ルース・エッティング
- シルビア王妃：グロリア・スチュアート
- ウァレリウス皇帝：エドワード・アーノルド
- ヨセフス：デヴィッド・マナーズ
- アグリッパ皇后：ヴェリー・ティーズデール
- メジャドモ：アラン・モーブレイ
- マリウス：ジャック・ラザフォード
- ウォレン・フィンリー・クーパー：ウィラード・ロバートソン
- 店主：リー・コールマー
- 兵士：ハリー・コーディング(クレジット無し)
- 市民：フランシス・フォード(クレジット無し)
- 議員：マードック・マカリー(クレジット無し)

## サウンドトラック

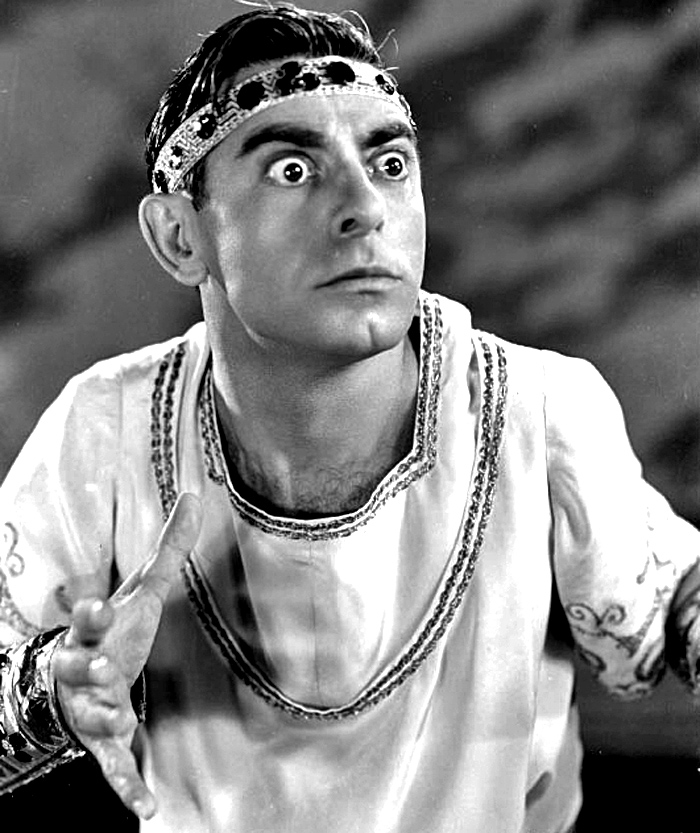
オイディプス役のエディ・カンター

- "Build a Little Home"

作曲：ハリー・ウォレン
作詞：アル・ダビン
演者：エディ・カンター、コーラス
リプライズ：エディ・カンター、コーラス
- "No More Love"

作曲：ハリー・ウォレン
作詞：アル・ダビン
歌唱：ルース・エッティング
ダンス：コーラス
- "Keep Young and Beautiful"

作曲：ハリー・ウォレン
作詞：アル・ダビン
演者：エディ・カンター、コーラス
ダンス：コーラス
- "Put a Tax on Love"

作曲：ハリー・ウォレン
作詞：アル・ダビン
歌唱：エディ・カンター
- "All of Me"

作曲：ジェラルド・マークス
作詞：シーモア・サイモンズ
歌唱：エディ・カンター
- "Dinah"

作曲：ハリー・アスト
作詞：サム・ルイス、ジョー・ヤング
歌唱：エディ・カンター
- "Kickin' the Gong Around"

作曲：ハロルド・アーレン
作詞：テッド・コーラー
歌唱：エディ・カンター
- "Turkey in the Straw"

作者不詳
オープニング

## 評価
この年ユナイテッド・アーティスツの最も人気のあった作品の1つとなった。